# 11129 Hayachine
11129 Hayachine eller 1996 VS5 är en asteroid i huvudbältet som upptäcktes den 14 november 1996 av den japanska astronomen Takao Kobayashi vid Ōizumi-observatoriet. Den är uppkallad efter det japanska berget Hayachine.
Asteroiden har en diameter på ungefär 6 kilometer och den tillhör asteroidgruppen Maria.